# فيرجيني دي سينانكور
فيرجيني بيفيرت دي سينانكور (بالإنجليزية: Virginie Pivert de Senancour)‏ (1791-1876)، روائية وصحفية فرنسية، وابنة كاتب المقالات إتيان بيفيرت دي سينانكور [الإنجليزية]. عملت أمينةَ سرٍ لوالدها، كما كتبت قصصًا للأطفال. ومن أهم أعمالها: كتاب "La Conquêtomanie" الذي يُعد بمثابة هجاء ضد نابليون. وأيضا كتاب "Réplique à un mal avisé" الذي ردت فيه على بعض الهجمات الموجهة ضد والدها من قبل يوجين دي ميريكورت [الإنجليزية]. ولعل جُلَّ المعلومات المتعلقة بسيرة والدها الذاتية مصدرها منها. ومما تتضمنه هذه السيرة الذاتية: كلامٌ عن الروائية جورج ساند، التي تأثرت بأوبرمان، وقد كتبت أنَّ جورج -التي كانت تميل إلى أن تكون قليلة الكلام مع الأشخاص الذين لا تعرفهم- جلست في مواجهة فيرجيني البالغة من العمر ثلاثًا وستين عامًا لمدة عشر دقائق دون أن تنطق بكلمة واحدة قبل النهوض ومغادرة الغرفة بصمت.

## مؤلفاتها
- (1820) Les Héros comiques, nouvelles adressées aux dames
- (1821) Pauline de Sombreuse
- (1822) La Veuve, ou l'Épitaphe
- (1827) La Conquêtomanie, ou Aventures burlesques du grand Barnabé
- (1858) Réplique à un mal avisé